# دیوید دیویسون
دیوید دیویسون (انگلیسی: David Davison؛ زادهٔ ۱۹۱۶) بازیکن فوتبال است.
از باشگاه‌هایی که در آن بازی کرده‌است می‌توان به باشگاه فوتبال بلکبرن روورز اشاره کرد.